# NV Волопаса
NV Волопаса (лат. NV Boötis) — одиночная переменная звезда в созвездии Волопаса на расстоянии приблизительно 22342 световых лет (около 6850 парсеков) от Солнца. Видимая звёздная величина звезды — от +14,99m до +14,58m.

## Характеристики
NV Волопаса — белая пульсирующая переменная звезда типа RR Лиры (RRC)* спектрального класса A. Эффективная температура — около 7858 K.